# Discographie d'Ashley Tisdale
 (août 2010).
Si vous disposez d'ouvrages ou d'articles de référence ou si vous connaissez des sites web de qualité traitant du thème abordé ici, merci de compléter l'article en donnant les références utiles à sa vérifiabilité et en les liant à la section « Notes et références ».
La discographie de Ashley Tisdale se compose de deux albums studio, deux maxi, six singles, un album vidéo et neuf clips. Tisdale a également enregistré cinq singles et plusieurs autres parutions, comme son personnage de High School Musical, Sharpay Evans. Elle est devenue la première artiste féminine à faire ses débuts avec deux chansons simultanément sur le Billboard Hot 100 avec What I've Been Looking For et Bop to the Top. À ce jour[Quand ?], Ashley a vendu plus de 5,000,000 d'albums solos à travers le monde.

## Albums studio
| Année | Album                                                                                        | Classemennts positions | Classemennts positions | Classemennts positions | Classemennts positions | Classemennts positions | Classemennts positions | Classemennts positions | Classemennts positions | Classemennts positions | Classemennts positions | Certifications                                                                                       |
| Année | Album                                                                                        | É.-U.                  | CAN                    | R.-U.                  | IRL                    | ALL                    | CH                     | ARG                    | AUT                    | N.-Z.                  | AU                     | Certifications                                                                                       |
| ----- | -------------------------------------------------------------------------------------------- | ---------------------- | ---------------------- | ---------------------- | ---------------------- | ---------------------- | ---------------------- | ---------------------- | ---------------------- | ---------------------- | ---------------------- | --- |
| 2007  | Headstrong - 1er album studio - Sortie : 6 février 2007 - Formats : CD, téléchargements      | 5                      | 25                     | 155                    | 16                     | 33                     | 98                     | 7                      | 21                     | 22                     | 80                     | - RIAA: Or - CAPIF (en) : Platine - IRMA : 2 × Or - Ventes États-Unis : 478 000 - Ventes : 1 500 000 |
| 2009  | Guilty Pleasure - 2e album studio - Sortie : 28 juillet 2009 - Formats : CD, téléchargements | 12                     | 15                     | 130                    | 30                     | 9                      | 13                     | 14                     | 7                      | 27                     | —                      | - Ventes États-Unis : 86 000 - Ventes : 200 000                                                      |

## Singles
| Année | Titre                            | Classements positions, | Classements positions, | Classements positions, | Classements positions, | Classements positions, | Classements positions, | Classements positions, | Classements positions, | Classements positions, | Classements positions, | Classements positions, | Classements positions, | Classements positions, | Album           |
| Année | Titre                            | É.-U.                  | U.S. Pop               | Europe                 | R.-U.                  | CAN                    | ALL                    | AU                     | AUT                    | CH                     | IRL                    | MEX                    | N.-Z.                  | ESP                    | Album           |
| ----- | -------------------------------- | ---------------------- | ---------------------- | ---------------------- | ---------------------- | ---------------------- | ---------------------- | ---------------------- | ---------------------- | ---------------------- | ---------------------- | ---------------------- | ---------------------- | ---------------------- | --------------- |
| 2006  | Be Good to Me (avec David Jassy) | 80                     | 68                     | —                      | —                      | —                      | 57                     | —                      | —                      | —                      | —                      | —                      | —                      | —                      | Headstrong      |
| 2007  | He Said She Said                 | 58                     | —                      | —                      | —                      | 41                     | 17                     | —                      | 21                     | 155                    | —                      | —                      | —                      | —                      | Headstrong      |
| 2008  | Not Like That                    | —                      | —                      | 68                     | —                      | —                      | 20                     | —                      | 31                     | 27                     | —                      | —                      | —                      | —                      | Headstrong      |
| 2008  | Suddenly                         | —                      | —                      | —                      | —                      | —                      | 45                     | —                      | —                      | —                      | —                      | —                      | —                      | —                      | Headstrong      |
| 2009  | It's Alright, It's OK            | 99                     | 71                     | 38                     | 107                    | 74                     | 12                     | —                      | —                      | 30                     | —                      | —                      | —                      | —                      | Guilty Pleasure |
| 2009  | Crank It Up (feat Sean Garrett)  | —                      | —                      | 66                     | —                      | —                      | 19                     | —                      | 22                     | —                      | —                      | —                      | —                      | —                      | Guilty Pleasure |

### Singles certifications
| Année | Chanson          | Certification | Album      |
| ----- | ---------------- | ------------- | ---------- |
| 2008  | He Said She Said | RIAA : Or     | Headstrong |

### Chansons
| Année | Chanson                                                                                | Album                                                                             |
| ----- | -------------------------------------------------------------------------------------- | --------------------------------------------------------------------------------- |
| 2005  | A Dream Is a Wish Your Heart Makes (avec Disney Channel Circle of Stars)               | Cinderella (édition double DVD) / DisneyMania 4 (2006)                            |
| 2006  | Some Day My Prince Will Come (avec Drew Seeley)                                        | DisneyMania 4 / Princess DisneyMania (2008)                                       |
| 2006  | Kiss the Girl                                                                          | Édition spéciale de la bande originale de La Petite Sirène / DisneyMania 5 (2007) |
| 2006  | What I've Been Looking For (avec Lucas Grabeel)                                        | High School Musical Soundtrack                                                    |
| 2006  | Bop to the Top (avec Lucas Grabeel)                                                    | High School Musical Soundtrack                                                    |
| 2006  | I Can't Take My Eyes Off Of You (avec Vanessa Hudgens, Zac Efron et Lucas Grabeel)     | High School Musical Soundtrack                                                    |
| 2006  | Stick to the Status Quo (avec le casting de High School Musical)                       | High School Musical Soundtrack                                                    |
| 2006  | We're All in This Together (avec le casting de High School Musical)                    | High School Musical Soundtrack                                                    |
| 2007  | Fabulous (avec Lucas Grabeel)                                                          | High School Musical 2 Soundtrack                                                  |
| 2007  | You Are The Music in Me (Sharpay version) (avec Zac Efron)                             | High School Musical 2 Soundtrack                                                  |
| 2007  | Humuhumunukunukuapua'a (avec Lucas Grabeel)                                            | High School Musical 2 Soundtrack                                                  |
| 2007  | What Time Is It? (avec le casting de High School Musical 2)                            | High School Musical 2 Soundtrack                                                  |
| 2007  | All for One (avec le casting de High School Musical 2)                                 | High School Musical 2 Soundtrack                                                  |
| 2008  | I Want It All(avec Lucas Grabeel)                                                      | High School Musical 3                                                             |
| 2008  | A Night to Remember (feat tous le casting de High School Musical 3 : Nos années lycée) | High School Musical 3                                                             |
| 2008  | Just Wanna Be With You (Reprise) (avec Zac Efron, Vanessa Hudgens et Matt Prokop)      | High School Musical 3                                                             |
| 2008  | High School Musical (avec le casting de High School Musical 3 : Nos années lycée)      | High School Musical 3                                                             |

## EP
| Année | Album                           |
| ----- | ------------------------------- |
| 2006  | He Said She Said - Formats : CD |

## DVD
| Année | Titre                                                                |
| ----- | -------------------------------------------------------------------- |
| 2007  | There's Something About Ashley - Sortie : 13 novembre 2007 - 1er DVD |

## Vidéos
| Année | Chanson                           | Album                  | Réalisateur    |
| ----- | --------------------------------- | ---------------------- | -------------- |
| 2006  | Kiss The Girl                     | The Little Mermaid OST |                |
| 2007  | Be Good to Me                     | Headstrong             | Kenny Ortega   |
| 2007  | He Said She Said                  | Headstrong             | Scott Speer    |
| 2007  | Not Like That                     | Headstrong             | Scott Speer    |
| 2007  | Suddenly                          | Headstrong             | Scott Speer    |
| 2008  | Be Good to Me (version Allemagne) | Headstrong             | Ashley Tisdale |
| 2009  | It's Alright, It's OK             | Guilty Pleasure        | Scott Speer    |
|       | Crank It Up                       | Guilty Pleasure        | Scott Speer    |